# 笹田夏実
笹田 夏実（ささだ なつみ、1995年8月31日 - ）は、日本の元体操競技選手。東京都出身。大泉スワロー体育クラブ所属。練馬区立大泉第二中学校、帝京高等学校卒。日本体育大学体育学部卒業。日本体育大学大学院在学中。國學院大学非常勤講師。身長は体重は得意種目はゆか、平均台。特技は習字。
母親は元体操選手の加納（現姓：笹田）弥生。

## 経歴
母親の勤める体操クラブで小学校1年生からトレーニングを始める。 
2008年（平成20年）、全日本ジュニアタイトルを獲得。
2010年（平成22年）の全日本選手権では、2日目だけの合計点で当時の絶対女王であった鶴見虹子（朝日生命体操クラブ）の得点を上回り1位を獲得。世界選手権は年齢制限のため、出場できなかったが大きな飛躍を果たした年であった。中学3年生にして鶴見の次の女王候補として期待されることとなる。モスクワ五輪ボイコットのため、母親の果たせなかった五輪出場を夢に掲げ2012年ロンドンオリンピックへ照準を定めることとなる。
同年にはシンガポールユースオリンピック日本代表として出場。個人総合で4位入賞を果たすもメダルを逃し涙を流した。
2011年（平成23年）、帝京高校に進学。同年の全日本選手権、更なる飛躍を期待され優勝候補にも名前が上がるが初日にミスを連発し8位に終わる。その後のNHK杯は右足首の負傷により棄権欠場。しかし、11月の種目別選手権においては段違い平行棒と平均台で優勝するなど、翌年のオリンピックイヤーへ向けて復活の兆しを何とか見せた。
2012年（平成24年）4月の全日本選手権では復調して田中理恵に次ぐ個人総合2位になり五輪代表に大きく近づいた（五輪代表枠はNHK杯終了時点での1位から5位の5枠）。試合後は他者と談笑する等、笑顔がみられた。
ロンドンオリンピックの代表最終選考会であるNHK杯では2種目終了時点で2位と代表圏内に付き、このまま無難に行けば五輪出場は確実と思われた。しかし、3種目の平均台でバランスを崩して手をついたことが大きな減点対象となり大逆転され、代表圏外の6位で最終種目を迎える。演技前、既に最終種目を終えた5位の新竹優子とは得点差が13.650あり、最終種目の床では13.650以上で代表確実、下回ると代表落選という非常に緊張感のある中で演技を行うこととなる。普段の実力を出し切れば十分可能な数字ではあったが、開始早々に着地時にラインオーバーしてしまう。演技後は既に代表入りが内定していた同級生でライバルの寺本明日香と手を握り合って得点結果を見守ったが、得点は13.250。代表次点の6位に終わり、試合後は悔し涙を流した。代表補欠には選ばれたが、7月には右手首の手術を理由に代表チームには同行しなかった。ロンドンオリンピックは、病院のベッドで観たという。
2013年（平成25年）5月の全日本選手権は、鶴見や田中といった有力選手が欠場する本命不在の大会となる。大会前も昨年ロンドン五輪代表の寺本明日香や美濃部ゆう、新勢力の村上茉愛や内山由綺に対して、病み上がりの笹田は少し隠れた存在であった。2種目終了時点で1位寺本、2位村上、3位内山を追いかける4位の展開。しかし3種目の平均台、最終種目の床で寺本、村上、内山の3名共にミス等絡み得点が伸びず下位へ転落。床の最終演技者であった笹田の演技直前時点でトップはベテランの美濃部ゆう。状況は一転し13.400以上を出せば初優勝という展開を迎える。無難に演技を行えば可能な数字ではあったが、緊張感からか全体的に着地に乱れのある演技になる。結果は微妙かと思われたが13.650で個人総合初優勝を飾り、1994年の菅原リサ以来となる親子（母娘）制覇を達成した。優勝決定直後は嬉し涙を流し母親でコーチの笹田弥生や仲の良い選手達と喜び合った。しかし6月のNHK杯では状況は一変し、追われる立場となる。途中までは順調に首位をキープしたが平均台の落下で2位に転落。そのままライバル寺本に優勝を奪われ2位に終わる。その後の種目別選手権では段違い平行棒で優勝するなどし、初の世界選手権出場を決めると共に親子2代での代表入りも決めた。だが、世界体操個人体操決勝では最終種目の段違い平行棒で連続して落下し、演技中に号泣してしまった。笹田は全体24人中、23位という結果に終わった。
2014年（平成26年）4月に日本体育大学に入学。入学式では新入生を代表し挨拶を行った。笹田もこの年、選手として絶頂期を迎えることとなる。同年5月の全日本選手権の優勝争いはライバルの寺本明日香（中京大学）との一騎打ち。平均台、床共に昨年より安定した演技で寺本を上回り個人総合連覇を果たした。同年6月のNHK杯個人総合ではミスで脱落していく寺本、村上茉愛、平岩優奈らを尻目に安定した演技で首位を独走。後続に大差をつける圧勝で初優勝を飾る。2位の寺本明日香、3位の井上和佳奈（筑波大学）とともに世界選手権の代表に選出された。
同年の種目別選手権でも好成績が期待された。だが、既に世界選手権代表入りが決定していたことが少し影響したのか段違い平行棒、平均台では落下があり予選落ちに終わった。唯一決勝に残った床もミスがあり、最下位に終わった。全日本選手権、NHK杯とは別人の様な精彩を欠いた演技であった。10月世界体操の個人総合決勝では20位に終わり、世界の壁は厚かった。
2015年（平成27年）5月の全日本選手権では、大会個人総合3連覇に挑むこととなった。予選は首位発進で視界良好と思われた。しかし、決勝では段違い平行棒でのミスが響いて首位から陥落。その後の平均台や床で挽回を図るが4位に終わり、偉業達成はならなかった。ライバルである寺本が内山との激戦を制して初優勝を飾った。捲土重来で同月のNHK杯連覇を狙うこととなり全体的に安定した演技を見せたが、勢いのある15歳高校生の杉原愛子に抑えられ2位に終わる。同年の世界体操では世界レベルの床演技ができる村上が台頭してからは個人総合の出場枠を奪われる。これを機に従来の寺本、笹田の2トップ体制から村上、寺本の2トップ体制へと移行することとなった。さらに団体予選においても精彩を欠く演技が続き、決勝では演技メンバーから外された。
2016年（平成28年）リオデジャネイロオリンピックイヤーを迎える。ところが、20歳を過ぎてからは衰えが顕著になった。全日本選手権では優勝争いに全く絡めず、9位に終わった。NHK杯では平均台で全体のトップの成績を残す意地を見せ最終的には5位まで順位を上げた。代表候補にはなったが代表を決める試技会で精彩を欠き、母娘の夢であったオリンピック代表に選出されなかった。
2017年（平成29年）リオデジャネイロオリンピックでの活躍を経て更に成長した後輩の村上や杉原、ライバルの寺本のレベルについて行けず、全日本選手権、NHK杯共に優勝争いに絡めなかった。体力の限界を感じたのか年末の全日本団体を最後に現役を引退することを表明した。全日本団体では日本体育大学のメンバーとして優勝を飾った。
2018年（平成30年）3月、日本体育大学を卒業、同年4月、日本体育大学大学院に進学し今後は指導者の道を目指すという。翌年の2019年 (令和元年) 、コーチである最愛の母を病気で亡くした。

## 特徴
平均台とゆかにそれぞれG難度の大技をもっていた時期もあった。

## CM出演
- 三菱地所 「さあ、世界を驚かせよう。」[8]（2014年8月 - ）